# Evy Gahnström
Evy Ingegerd Gahnström, född Svensson 1 mars 1951 i Uddevalla, är en svensk tidigare vänsterpartistisk politiker och kommunalråd i Uddevalla.

## Biografi
Gahnström har varit verksam som förskollärare och skolledare och har tidigare varit gift med Dan Gahnström. 
Under valet 1998 var hon ledande lokalt för Vänsterpartiet i Uddevalla som då fick 16,4 procent av rösterna. 
Gahnström var aktiv i Vägval Vänster och lämnade då Vänsterpartiet för Solidariskt Uddevalla. Hennes återvändande uppmärksammades av Vänsterpartiet centralt.